# Province de Corongo
La province de Corongo (en espagnol : Provincia de Corongo) est l'une des vingt provinces de la région d'Ancash, au Pérou. Son chef-lieu est la ville de Corongo.

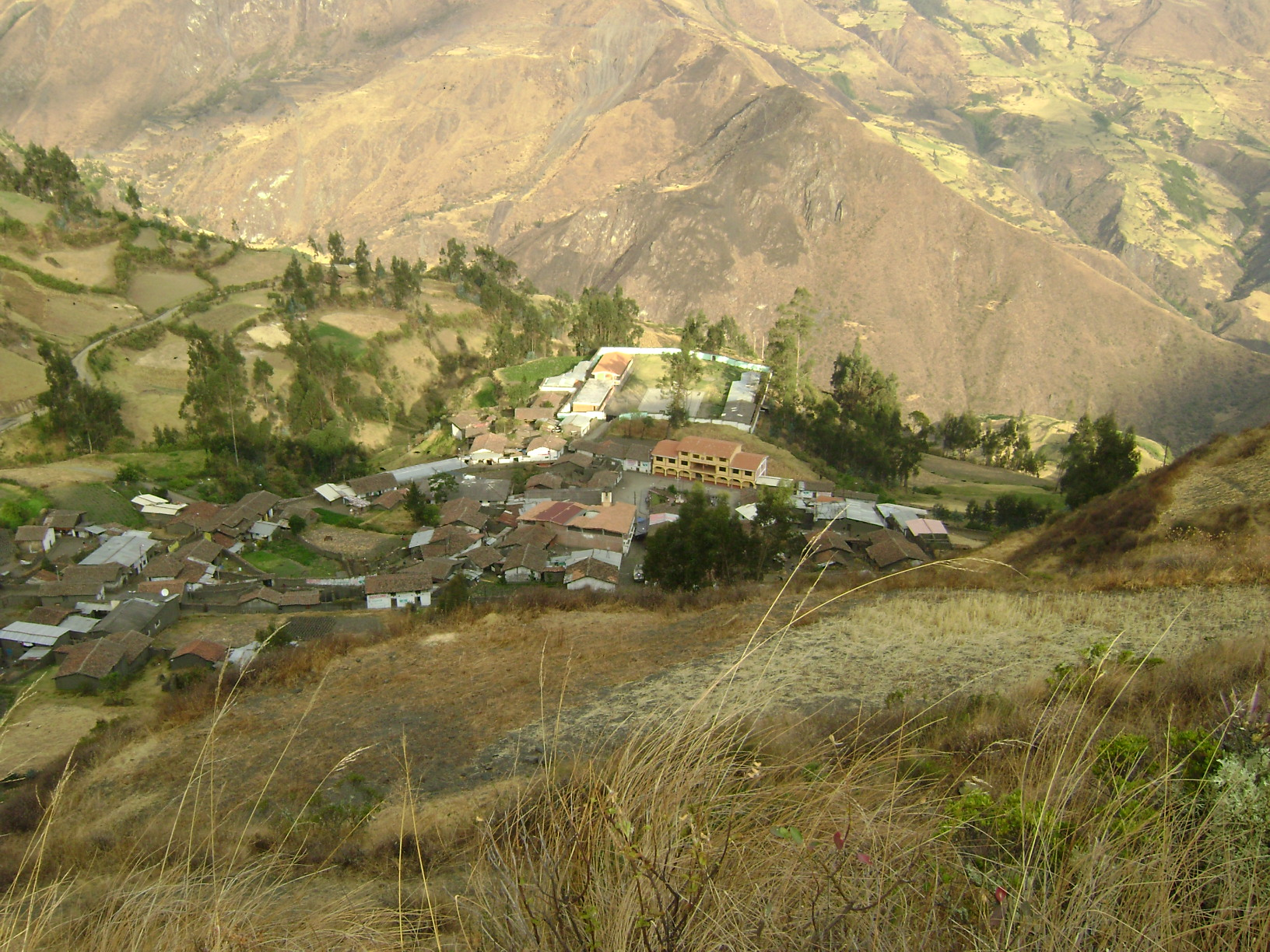
Vue panoramique sur le quartier de Cusca corongo Ancash Pérou.

## Géographie
La province couvre une superficie de 988,01 km2 et son territoire correspond à une vallée arrosée par une rivière du même nom. Elle est limitée au nord par la province de Pallasca, à l'est par la province de Sihuas, au sud par la province de Huaylas et à l'ouest par la province du Santa.

## Population
La population de la province s'élevait à 8 329 habitants en 2007.

## Subdivisions
La province de Corongo est divisée en sept districts :
- Aco
- Bambas
- Corongo
- Cusca
- La Pampa
- Yanac
- Yupán